# 以色列能源部
以色列能源部（希伯來語：משרד האנרגיה）是以色列政府负责能源和供水基础设施的部门，成立於1977年。该部門自成立以来已多次更名。其中1996年、2011年、2013年和2017年分別更名4次。